# Towner County
Towner County ist ein County im Bundesstaat North Dakota der Vereinigten Staaten. Der Verwaltungssitz (County Seat) ist Cando.

## Geographie
Das County liegt etwas östlich im Norden von North Dakota, grenzt an Kanada und hat eine Fläche von 2698 Quadratkilometern, wovon 44 Quadratkilometer Wasserfläche sind. Es grenzt in den Vereinigten Staaten im Uhrzeigersinn an folgende Countys: Cavalier County, Ramsey County, Benson County, Pierce County und Rolette County.

## Geschichte
Towner County wurde 1883 gebildet. Benannt wurde es nach Oscar M. Towner.
Ein Bauwerke des Countys ist im National Register of Historic Places eingetragen (Stand 3. April 2018), das Towner County Courthouse.

## Demografische Daten

Alterspyramide des Towner County

Nach der Volkszählung im Jahr 2000 lebten im Towner County 2.876 Menschen in 1.218 Haushalten und 785 Familien. Die Bevölkerungsdichte betrug 1 Einwohner pro Quadratkilometer. Ethnisch betrachtet setzte sich die Bevölkerung zusammen aus 97,32 Prozent Weißen, 0,07 Prozent Afroamerikanern, 2,05 Prozent amerikanischen Ureinwohnern, 0,07 Prozent Asiaten und 0,03 Prozent aus anderen ethnischen Gruppen; 0,45 Prozent stammten von zwei oder mehr Ethnien ab. 0,17 Prozent der Bevölkerung waren spanischer oder lateinamerikanischer Abstammung.
Von den 1.218 Haushalten hatten 27,3 Prozent Kinder und Jugendliche unter 18 Jahre, die bei ihnen lebten. 56,9 Prozent waren verheiratete, zusammenlebende Paare, 4,6 Prozent waren allein erziehende Mütter, 35,5 Prozent waren keine Familien, 33,6 Prozent waren Singlehaushalte und in 18,7 Prozent lebten Menschen im Alter von 65 Jahren oder darüber. Die Durchschnittshaushaltsgröße betrug 2,31 und die durchschnittliche Familiengröße lag bei 2,93 Personen.
Auf das gesamte County bezogen setzte sich die Bevölkerung zusammen aus 24,6 Prozent Einwohnern unter 18 Jahren, 3,6 Prozent zwischen 18 und 24 Jahren, 24,0 Prozent zwischen 25 und 44 Jahren, 24,5 Prozent zwischen 45 und 64 Jahren und 23,3 Prozent waren 65 Jahre alt oder darüber. Das Durchschnittsalter betrug 44 Jahre. Auf 100 weibliche Personen kamen 97,0 männliche Personen. Auf 100 Frauen im Alter von 18 Jahren oder darüber kamen statistisch 96,0 Männer.
Das jährliche Durchschnittseinkommen eines Haushalts betrug 32.740 USD, das Durchschnittseinkommen der Familien betrug 39.286 USD. Männer hatten ein Durchschnittseinkommen von 24.917 USD, Frauen 17.335 USD. Das Prokopfeinkommen betrug 17.605 USD. 6,3 Prozent der Familien und 8,9 Prozent Familien lebten unterhalb der Armutsgrenze. Davon waren 9,2 Prozent Kinder oder Jugendliche unter 18 Jahre und 8,8 Prozent waren Menschen über 65 Jahre.